# Невероятный случай
«Невероятный случай» — советский цветной научно-фантастический фильм 1989 года режиссёра Рашида Маликова. Производство киностудии «Таджикфильм».

## Сюжет
Троица инопланетян приезжает на Землю для изучения умственных способностей людей. В небольшом таджикском селе они знакомятся с местным парнем по имени Батур, который смекалист и весел. Батур влюбляется в одну из инопланетянок и помогает им в их исследованиях.

## Роли исполняют
Актёрский состав приведён по титрам фильма
- Бахром Матчанов — Батур
- Хусан Шарипов — Абдулло
- Андрей Бубашкин — «Картуз»
- Андрей Шитиков — «Бородач»
- Ингрида Микелионите — инопланетянка
- Абдусалом Рахимов
- Махмуд Тахири
- Учкун Рахманов
- Раджаб Адашев — водитель автобуса
- Алмаз Кадыров
- Исфандиер Гулямов
- Исо Абдурашидов
- Шерали Джураев

## Съёмочная группа
- Режиссёр-постановщик: Рашид Маликов
- Автор сценария: Сергей Беглеров
- Оператор-постановщик: Ренат Галиев
- Художники-постановщики: Кахрамон Нуритдинов, Валерий Новоселов
- Композитор: Ахмад Бакаев
- Звукорежиссёр: Ирина Калинина

## Факты
- Metro-Goldwyn-Mayer, Gaumont и Итальянское телевидение не имеют отношения к этому фильму[3].
- Фильм был показан 17 января 1994 года по телеканалу «СТ-7» (Томская область)[4].
- Точная дата выхода фильма в прокат неизвестна[комм. 1].

## Комментарии
1. ↑  Фильм анонсировался в выпуске журнала «Новые фильмы» за апрель 1990 года[3].